# Yiwu
För häradet i Xinjiang med samma kinesiska namn, se Aratürük.
Yiwu, tidigare känt som Iwu, är en stad på häradsnivå, som ingår i Jinhuas stad på prefekturnivå  i Zhejiangprovinsen i östra Kina. 
Den ligger omkring 100 kilometer söder om provinshuvudstaden Hangzhou.
Invånarantalet för häradet var 912 670 vid folkräkningen år 2000. Centralorten, som utgörs av en administrativ enhet (zhen) med det formella namnet Choucheng (稠城), hade 234 827 invånare vid samma tidpunkt.

## Historia och kultur
Området kring Yiwu var befolkat redan under neolitisk tid. Själva orten grundades under Qindynastin, cirka 220 f.Kr., och fick sitt nuvarande namn Yiwu år 624.
Yiwu har gett upphov till flera viktiga personligheter inom konst, litteratur, utbildning och teknik. Till dessa kan Chen Wangdao räknas, som var den förste att översätta Kommunistiska manifestet till kinesiska. En annan var historikern och den tidigare borgmästaren i Peking, Wu Han, vars Peking-opera "Hai Rui avskedas" bidrog till utbrottet av Kulturrevolutionen.

## Geografi

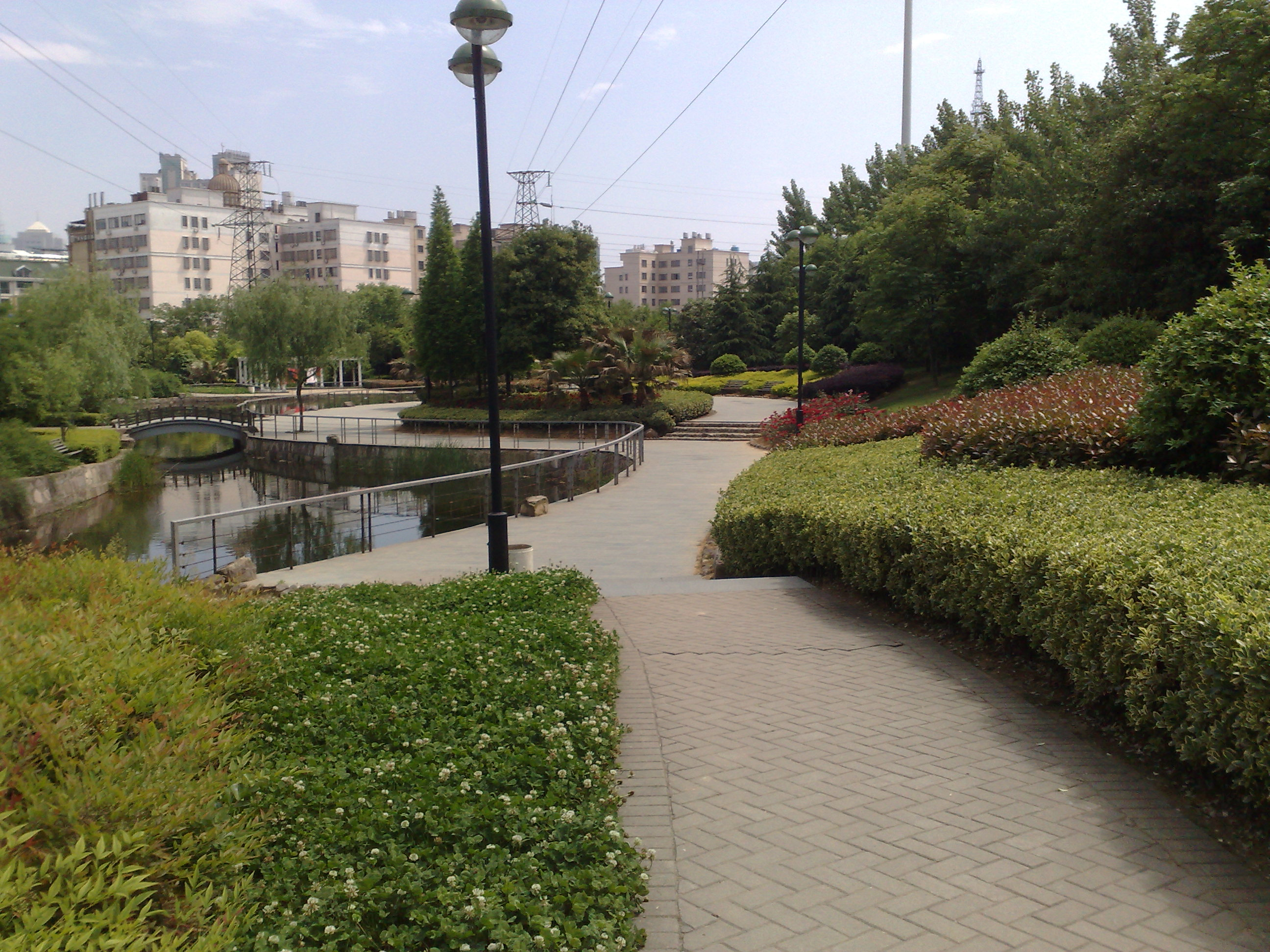
En park i Yiwu (2009).

Yiwu är beläget 100 km söder om Hangzhou, residensstad i Zhejiangprovinsen. Den närmaste staden är Dongyang. Området kring Yiwu är i likhet med övriga Zhejiangprovinsen mycket bergigt.

## Förvaltning
I maj 1988 blev dåvarande häradet Yiwu uppgraderat till stad på häradsnivå. Sedan 1995 har Yiwu räknats som en av de starkaste orterna i Kina med avseende på ekonomisk tillväxt.[källa behövs]
Yiwu tillhör administrativt stadsprefekturen Jinhua, trots att den har sitt eget stadscentrum. Yiwus stadshärad administrerade år 2000 sexton köpingar och fem byar, vilka har en yta som uppgår till totalt 1 103 kvadratkilometer. Större orter i stadshäradet (med invånarantal 2000) är Choucheng (Yiwus centralort) (234 827), Jiangdong (97 272), Choujiang (81 578), Fotang (63 263) och Niansanli (50 157).

## Näringsliv
I Kina är Yiwu känt för sina partihandelsmarknader där grosshandlare från hela Kina kan köpa varor för vidareförsäljning. Dessa marknader har i flera år varit ledande i Kinas partihandel och staden har också utvecklats till en populär ort för shopping, men också gjort staden känd för sin omfattande handel med billiga imitationer. På senare år har ett företag från Yiwu, Fanerdun, försökt återskapa framgången i Kalmar genom grundandet av det kontroversiella projektet China Europe Business & Exhibition Center.
Yiwu är också känt som Kinas "strumpstad" då orten producerar över tre miljoner par strumpor åt Wal-Mart, Pringle och Walt Disney Company varje år. En stor del av Kinas juvelerarnäring finns också i Yiwu.
- Wikimedia Commons har media som rör Yiwu.